# کسنیا ژالاگانیا
کسنیا ژالاگانیا (به انگلیسی: Ksenia Dzhalaganiya) ژیمناست زادهٔ ۷ ژوئیهٔ ۱۹۸۵ میلادی اهل کشور روسیه است.